# Комиссия Чёрча
Комиссия Чёрча (англ. Church Committee) — общепринятый термин, относящийся к комиссии сената США с официальным названием «Отдельная комиссия сената Соединённых Штатов по изучению правительственных операций в области разведывательной деятельности» (англ. United States Senate Select Committee to Study Governmental Operations with Respect to Intelligence Activities). Была создана в 1975 году под председательством сенатора Фрэнка Чёрча (представитель Демократической партии от Айдахо). Была предшественником Комиссии сената США по разведке, расследовала законность разведывательной деятельности ЦРУ и ФБР после раскрытия этой деятельности в ходе Уотергейтского скандала.

## Предыстория
В начале 1970-х годов непопулярность войны во Вьетнаме и развёртывание Уотергейтского скандала внезапно прервали эру минимального контроля за деятельностью американских спецслужб. Конгресс США постановил взять под контроль деятельность администрации Никсона и выяснить, насколько национальные разведывательные агентства вовлечены в сомнительную, если не открыто незаконную деятельность.
Серия разоблачений началась появлением в прессе информации о деятельности разведывательных служб. Первыми стали разоблачения Кристофера Пайла в январе 1970 года о шпионаже армии США за гражданским населением, закончившиеся сенатскими расследованиями Сэма Эрвина. Стена была сломана 22 декабря 1974 года, когда Нью-Йорк таймс опубликовала длинную статью Сеймура Херша с детальным описанием проводимых в течение лет операций ЦРУ, которые были названы «Фамильные драгоценности ЦРУ». Впервые были опубликованы подробности тайных программ, включавших попытки убийств иностранных лидеров и свержения иностранных правительств. Вдобавок в статье обсуждались действия разведывательных служб по сбору информации о политической деятельности граждан США.
Эти разоблачения убедили многих сенаторов и представителей, что Конгресс был слишком вял, доверчив и наивен при организации надзора за деятельностью разведывательных служб.

## Обзор
В 1975 и 1976 годах комиссия Чёрча опубликовала 14 докладов о разведывательных службах США, их операциях, предполагаемых нарушениях закона и о сосредоточенной в их руках власти, а также рекомендации по реформе, некоторые из которых были осуществлены.
Среди вопросов, которые расследовались, были попытки политических убийств иностранных лидеров, включая Патриса Лумумбу в Конго, Рафаэля Трухильо в Доминиканской Республике, братьев Дьем во Вьетнаме, генерала Рене Шнайдера в Чили, а также план президента Кеннеди использовать мафию для убийства Фиделя Кастро на Кубе. Во внутренней политике речь шла о незаконной слежке, давлении и даже убийствах в рамках программы COINTELPRO.
По рекомендациям и под давлением комиссии, президент Джеральд Форд издал Указ 11905 о запрете санкционированных убийств иностранных лидеров; данное положение также было включено в Указ 12036 президента Картера, в Указ 12333 президента Рейгана в 1981 году, и в последующие указы президента Буша-младшего (Указ 13355 и Указ 13470).
Кроме того, отчёты комиссии Чёрча считаются самым полным обзором деятельности американских разведок, когда-либо доступным общественности. Большая часть содержания этих отчётов засекречена, но более чем 50 тыс. страниц были рассекречены согласно Акту от 1992 года о собрании документов об убийстве президента Кеннеди.

## Члены комиссии
| Большинство (демократы) | Меньшинство (республиканцы) |
| --- | --- |
| - Фрэнк Чёрч, председатель, Айдахо - Филип Харт, Мичиган - Уолтер Мондэйл, Миннесота - Уолтер Хаддлстон, Кентукки - Роберт Морган, Северная Каролина - Гэри Харт, Колорадо | - Джон Тауэр, вице-председатель, Техас - Ховард Бейкер, Теннесси - Барри Голдуотер, Аризона - Чарльз Мэтиас, Мэрилэнд - Ричард Швайкер, Пенсильвания |

## Перлюстрация
Комиссия Чёрча установила, что начиная с 1950-х годов ЦРУ и ФБР прервали доставку, вскрыли и сфотографировали более 215 тыс. почтовых отправлений в рамках программы под названием «HTLINGUAL», которая была завершена в 1973 году. Эта программа была частью программы «отслеживания почты». Отслеживанием почты называется фиксация государственными органами без предупреждений и извещения всей информации на конвертах или посылках, включая имена отправителей и адресатов. Комиссия Чёрча установила, что ЦРУ прилагало значительные усилия по скрытию от Почтовой службы США того факта, что почтовые отправления вскрываются правительственными агентами. Агенты ЦРУ перемещали почту для вскрытия в отдельные помещения, в некоторых случаях почта вскрывалась ночью после того, как она набивалась в портфели или карманы, чтобы обмануть почтовых служащих.

## Администрация Форда и комиссия Чёрча
9 мая комиссия Чёрча приняла решение заслушать действующего директора ЦРУ Уильяма Колби. В тот же день советники Форда (Генри Киссинджер, Дональд Рамсфелд, Филип Бачен и Джон Марш) рекомендовали, чтобы Колби было разрешено не свидетельствовать, а лишь описывать деятельность своей организации и чтобы он мог обсуждать лишь общие темы, избегая деталей конкретных тайных операций. Но комиссия Чёрча была полностью уполномочена для получения свидетельств Колби. Форд и его высшие советники встретились с Колби, чтобы подготовить его к слушанию.
Администрация Форда, и особенно Рамсфелд, была озабочена усилиями членов комиссии Чёрча в Сенате и комиссии Пайка в Конгрессе ограничить власть американских разведывательных агентств. В серии телевизионных передач Frontline был процитирован один из членов команды Никсона:

«Они были очень озабочены попытками разрушить возможности американской разведки», — вспоминает Роберт Элсворт, американский дипломат. «Сенатор Чёрч назвал наши разведывательные агентства 'слонами-разбойниками.' Они якобы убивали людей, проделывали другие грязные трюки и так далее… конечно это всё было неправда».
Рамсфелд и Элсворт предостерегли комиссию от разоблачения ЦРУ и других разведывательных организаций.

## Результаты расследований
Рекомендации комиссии Чёрча послужили толчком для принятия Акта о наблюдении за иностранными разведками (англ. Foreign Intelligence Surveillance Act) (FISA) и создания специального федерального Суда по наблюдению за иностранными разведками (англ. Foreign Intelligence Surveillance Court) (FISC). FISC осуществляет надзор за деятельностью федеральных агентств по скрытому наблюдению за предполагаемыми агентами иностранных разведок на территории США.
В результате расследований Колби был заменён на посту директора ЦРУ Джорджем Бушем.

## Последствия
Сначала критики, такие как Бинг Кросби и Пол Харви обвиняли комиссию в изменнической деятельности. Убийство в 1975 году резидента ЦРУ в Греции, Ричарда Уэлша, усилило общественное противодействие деятельности комиссии. Работа комиссии критиковалась впоследствии после террористических актов 11 сентября 2001 года, за ведущую роль в законодательном ограничении возможностей ЦРУ для ведения агентурной разведки. Главный советник комиссии Фредерик Шварц в соавторстве с Азиз Наком резко возразил на эту критику книгой, в которой обвинил администрацию Буша в использовании событий 9/11 для «монархических претензий», которые «беспрецедентны по эту сторону Северной Атлантики».
В сентябре 2006 года Университет Кентукки основал форум, названный «Кто наблюдает за шпионами? Разведывательная деятельность и права американцев», собрав для дискуссии о работе комиссии, её историческом значении и воздействии на современное общество двух членов комиссии от демократов, бывшего вице-президента США Уолтера Мондэйла и бывшего сенатора США от Кентукки Уолтера Хаддлстона и Шварца.

## Доклады комиссии Чёрча
Interim Report: Alleged Assassination Plots Involving Foreign Leaders (Index Only, in text form) (364 pages)
Volume 1: Unauthorized Storage of Toxic Agents (249 pages)
Volume 2: Huston Plan (409 pages)
Volume 3: Internal Revenue Service (128 pages)
Volume 4: Mail Opening (264 pages)
Volume 5: The National Security Agency and Fourth Amendment Rights (169 pages)
Volume 6: Federal Bureau of Investigation (1010 pages)
Volume 7: Covert Action (234 pages)
Book I: Foreign and Military Intelligence (659 pages)
Book II: Intelligence Activities and the Rights of Americans (412 pages)
Book III: Supplementary Detailed Staff Reports on Intelligence Activities and the Rights of Americans (989 pages)
Book IV: Supplementary Detailed Staff Reports on Foreign and Military Intelligence (181 pages)
Book V: The Investigation of the Assassination of President J.F.K.: Performance of the Intelligence Agencies (112 pages)
Book VI: Supplementary Reports on Intelligence Activities (384 pages)

### Книги отчётов II и III «Комиссии Чёрча»
Финальный отчёт отдельной комиссии по изучению государственных операций в области разведывательной деятельности. Сенат США, 94-й Конгресс, 2-я сессия, 26 апреля 1976.
- Разведывательная деятельность и права американцев, книга II

I. Introduction and Summary
II. The Growth of Domestic Intelligence: 1936 to 1976
III. Findings
(A) Violating and Ignoring the Law
(B) Overbreadth of Domestic Intelligence Activity
(C) Excessive Use of Intrusive Techniques
(D) Using Covert Action to Disrupt and Discredit Domestic Groups
(E) Political Abuse of Intelligence Information
(F) Inadequate Controls on Dissemination and Retention
(G) Deficiencies in Control and Accountability
IV. Conclusions and Recommendations
- Дополнительно детализованные отчёты персонала, книга III
  - COINTELPRO: The FBI’s Covert Action Programs Against American Citizens
  - Dr. Martin Luther King, Jr., Case Study
  - The FBI’s Covert Action Program to Destroy the Black Panther Party
  - The Use of Informants in FBI Intelligence Investigations
  - Warrantless FBI Electronic Surveillance
  - Warrantless Surreptitious Entries: FBI «Black Bag» Break-ins And Microphone Installations
  - The Development of FBI Domestic Intelligence Investigations
  - Domestic CIA and FBI Mail Opening
  - CIA Intelligence Collection About Americans: CHAOS Program And The Office of Security
  - National Security Agency Surveillance Affecting Americans
  - Improper Surveillance of Private Citizens By The Military
  - The Internal Revenue Service: An Intelligence Resource and Collector
  - National Security, Civil Liberties, And The Collection of Intelligence: A Report On The Huston Plan